# Università Ramon Llull
L'Università Ramon Llull (in catalano Universitat Ramon Llull, in spagnolo Universidad Ramon Llull, sigla URL) è un'istituzione universitaria privata, di ispirazione cattolica catalana, sita a Barcellona. Il suo nome è un omaggio al filosofo Ramon Llull.

## Storia
È stata fondata il 1 marzo 1990 e approvata dal Parlamento della Catalogna il 10 maggio 1991. Le sue istituzioni fondatrici erano:
- Ingegneria e architettura La Salle , con oltre cento anni di esistenza.
- Sarriá Chemical Institute (IQS), che iniziò le sue attività universitarie nel 1916.
- Facoltà ecclesiastica di filosofia della Catalogna, la cui origine risale al 1988.
- Fondazione Blanquerna, fondata nel 1948.

Il 10 ottobre 1989, queste istituzioni, sotto la presidenza del cardinale Narciso Jubany Arnau e insieme alla Fondazione Circle of Economy e al sostegno di personalità che rappresentano la società civile catalana, costituirono la fondazione creata dall'università: la Fondazione privata dell'Università Ramon Llull. La Fondazione detiene attualmente il governo supremo dell'Università attraverso il suo consiglio di fondazione.
Fin dalla sua istituzione, l'Università Ramon Llull ha avuto una struttura federativa che migliora la personalità dei centri che lo compongono. Ha progressivamente esteso le sue attività e ha integrato nuove istituzioni federate che, insieme ai quattro fondatori, sommano le 11 istituzioni che la compongono attualmente.
Dall'anno accademico 2006/07, la Ramon Llull ha iniziato a offrire studi post laurea ufficiali nell'ambito dello Spazio europeo dell'istruzione superiore.